# Leioheterodon
Leioheterodon es un género conocido de serpientes de la familia Lamprophiidae. Sus especies son endémicas de Madagascar e introducidas en el archipiélago de las Comoras.

## Especies
Se reconocen las siguientes especies:
- Leioheterodon geayi Mocquard, 1905
- Leioheterodon madagascariensis (Duméril, Bibron & Duméril, 1854)
- Leioheterodon modestus (Günther, 1863)